# Gabriel Popiel
Gabriel Popiel herbu Sulima – sędzia ziemiański sandomierski w 1792 roku, wojski większy sandomierski w latach 1787–1792, miecznik sandomierski w latach 1786–1787, wojski mniejszy sandomierski w latach 1784–1786, skarbnik sandomierski w latach 1783–1784, podstarości sandomierski, sędzia grodzki nowomiejski korczyński w 1780 roku, sędzia grodzki sandomierski, komisarz Komisji Dobrego Porządku województwa sandomierskiego.
W 1780 roku będąc posłem na sejm z województwa sandomierskiego został wybrany sędzią sejmowym. Był komisarzem Sejmu Czteroletniego z powiatu sandomierskiego województwa sandomierskiego do szacowania intrat dóbr ziemskich w 1789 roku.